# Cauchy-à-la-Tour
 Cauchy-à-la-Tour  es una población y comuna francesa, situada en la región de Alta Francia, departamento de Paso de Calais, en el distrito de Béthune y cantón de Auchel.

## Demografía
| 3013 | 2997 | 2696 | 2712 | 2907 | 2856 |
| Para los censos de 1962 a 1999 la población legal corresponde a la población sin duplicidades (Fuente: INSEE [Consultar]) |      |      |      |      |      |

## Personas vinculadas
- Philippe Pétain.